# Električna gitara
Električna gitara glazbalo je moderne glazbe kao što je rock, metal, punk, rock and roll itd., ali primjenjuje se i u ostalim žanrovima (blues, jazz...)
Koristi elektromagnetske pick-upove koji "prikupljaju" titranje žice i pretvaraju ih u signale koje šalju pojačalu. Mogu biti šupljih ili čvrstih (eng. solid) tijela. Najpoznatije marke su Fender, Gibson, Ibanez, Jackson... Neke od njih imaju ručku za tremolo kojom se ručno natežu ili lagano otpuštaju sve žice i tako izazivaju vibriranje tona. Taj se efekt često koristi u bluesu i jazzu. 
Električne gitare ne razlikuju se samo po vanjskom izgledu, već i po performansama (odnosno po konfiguraciji pick-upova), pa se tako neke više koriste za žestoku rock svirku. 
Postoji nekoliko podjela električnih gitara, a najvažnije su: po broju "rogova", tj. postoje single cutaway i double cutaway gitare, te po broju vratova i žica. Najveći broj gitara ima jedan vrat sa šest žica, no postoje i gitare s dva vrata (najpoznatija je Gibson eds-1275 SG kojom se Jimmy Page koristio kad bi uživo svirao baladu "Stairway to Heaven"), gitare sa sedam žica (za vrlo tvrdu svirku) koje je malo teže svirati od onih sa šest žica te gitare s dvanaest žica. Poseban slučaj jest Gibson eds-1275 SG jer na donjem vratu ima šest žica, a na gornjem dvanaest.
Neki su modeli električnih gitara dosegli legendarne statuse, poput Fenderovog Stratocastera i Telecastera te Gibsonovih Les Paul i SG. Čak su postale i dio imidža nekih gitarista poput Jimmyja Pagea (Les Paul), Jimija Hendrixa (Stratocaster) i Angusa Younga (SG), dok je B.B. King svojoj gitari čak dao i ime - Lucille.

## Istaknuti gitaristi
- Jeff Beck
- Chuck Berry
- Glen Buxton
- The Edge
- Eric Clapton
- Kurt Cobain
- Janick Gers
- David Gilmour
- Jimi Hendrix
- Stanley Jordan
- B. B. King
- Mark Knopfler
- Robby Krieger
- Daron Malakian
- Yngwie Malmsteen
- Brian May
- Dave Murray
- Kirk Hammett
- Jimmy Page
- Randy Rhoads
- Keith Richards
- Carlos Santana
- Joe Satriani
- Jon Schaffer
- John Scofield
- Slash
- Angus Young
- Steve Vai
- Stevie Ray Vaughan
- Eddie Van Halen
- Frank Zappa
- John Frusciante
- Vlatko Stefanovski
- John Lennon
- George Harrison

## Vanjske poveznice
- Dijelovi električne gitare  Arhivirana inačica izvorne stranice od 20. travnja 2016. (Wayback Machine)
- Gitarski rifovi za sjećanje  Arhivirana inačica izvorne stranice od 8. studenoga 2014. (Wayback Machine)